# D.H.C. Hudito
De Delftsche Hockey Club HUDITO (Houdt Uw Doel In 'T Oog) is een hockeyclub in Delft.

## Geschiedenis
D.H.C. Hudito werd opgericht in 1929 door een groep leerlingen aan de H.B.S. De jongeren speelden aanvankelijk op een speelweide van de gemeente, ten westen van het spoor aan de Parallelweg. De speelweide werd gedeeld met in ieder geval het DSHC. In 1933 kreeg de groep de beschikking over een clubgebouw. Vijf jaar na de oprichting waren er 35 leden.
In 1957 verhuisde de groep naar de gemeentelijke hockeyterreinen in de Voordijksepolder, samen met twee andere hockeyverenigingen, Ring Pass Delft en de DSHC.  
In 1971 was Hudito met meer dan 500 leden een van de grootste verenigingen van Nederland.
Toen er nieuwe sportvelden aangelegd werden ten zuiden van de Kruithuisweg, verhuisde Hudito opnieuw. De nieuw aangelegde velden waren bestemd voor Hudito en Fortuna. Hudito betrad haar nieuwe clubgebouw in februari 1975. De opening werd verricht door burgemeester Oele. 
In augustus 1985 kreeg de vereniging haar eerste kunstgrasbaan.
In de 21ste eeuw groeide de vereniging uit tot een club met meer dan 1.000 leden.

## Kenmerken
De club speelt in een rood shirt/blouse, zwarte broek/rok en rood/zwarte kousen. Het complex van Hudito bevindt zich sinds 1975 ten zuiden van de universiteitswijk, ingeklemd tussen de Rotterdamseweg en de Mekelweg. Het terrein heeft één waterveld, één semiwaterveld en één zandingestrooid kunstgrasveld die alle verlicht zijn. Dit biedt voldoende mogelijkheden om alle teams te laten trainen en de wedstrijden te spelen. Daarnaast beschikt de vereniging over een verlicht trainingsveldje, eveneens met kunstgras.